# Staatsstraße 2520
La Staatsstraße 2520 (jusqu'au 1er janvier 2016 Bundesstraße 309) est une route (Staatsstraße) dans le Land de Bavière.

## Géographie
Elle va de Kempten (Allgäu) à la frontière entre l'Allemagne et l'Autriche près de Pfronten.
La route actuelle, identique à l'ancienne Bundesstraße 309, commence à Kempten sur la Scheggstraße et s'étend vers le sud-est le long de la Duracher Straße. L'arrondissement d'Oberallgäu commence aux limites de la ville. La route rejoint la commune de Durach, traverse la commune puis passe sous la Bundesautobahn 980. Peu après, elle croise l'A 7 (E 532). L'autoroute et la Staatsstraße sont parallèles à l'échangeur d'Oy-Mittelberg (137).
La Staatsstraße tourne ensuite vers le sud jusqu'à ce qu'elle rencontre la B 310, avec laquelle elle partage la route vers Nesselwang. Les deux routes se séparent à nouveau à Pfronten-Weissbach. La Staatsstraße traverse Pfronten jusqu'à ce qu'elle rejoigne la Reuttener Landstraße 69 au sud-est de Pfronten-Steinach à la frontière avec l'Autriche (Tyrol). De là, il y a une liaison vers Reutte et vers la Fernpassstraße (B 179) et la vallée de l'Inn.
Sur le tracé commun avec la B 310 (entre Oy-Mittelberg et Pfronten-Weissbach), le tracé de l'ancienne B 309 forme un tronçon de la route allemande des Alpes.

## Histoire
La Bundesstraße 309 est créée en 1949 de la Reichsstraße 309, construite au milieu des années 1930. Son tracé est identique à l'actuelle St 2520, à l'exception des contournements d'aujourd'hui. Après l'Annexion de l'Autriche en 1938, la route est prolongée par Ullrichsbrücke (R 17), Reutte (R 17), Lermoos (R 24), la Fernpassstraße et Nassereith (R 24) jusqu'à Telfs (R 31).
Jusqu'à l'ouverture du tunnel frontalier de Füssen en 1999, l'itinéraire était une liaison importante entre l'extrémité de l'autoroute Oy-Mittelberg et le col de Fern et était fortement surchargé au début et à la fin de la saison des vacances. Aujourd'hui, la majeure partie de ce trafic transite par l'A 7 allemande et la B 179 autrichienne.